# Тукса
Ту́кса (карел. Tuuksi) — деревня, административный центр Туксинского сельского поселения Олонецкого муниципального национального района Республики Карелия.

## Общие сведения
Деревня расположена в 8 км к западу от города Олонца на линии железной дороги Янисъярви — Лодейное Поле.
Деревня вытянута на 7 км вдоль реки Тукса с севера на юг до реки Олонка.
В деревне действует средняя школа имени Героя Советского Союза И. И. Артамонова, амбулатория, дом культуры.
На окраине деревни, в 50 м от правого берега реки Пидкручей, находится памятник археологии IV тыс. до н. э. «Стоянка Рышкола I».

## История
В 1924 году была организована молочная артель.
В 1928 году действовал сыроваренный завод. В 1930 году был организован первый в Олонецком районе колхоз «Искра», преобразованный в 1968 году в совхоз «Туксинский», преобразованный в 2003 году в агрофирму «Тукса».
13 декабря 1937 года по необоснованному обвинению в контрреволюционной деятельности, решением Особой тройки НКВД Карельской АССР, был расстрелян священник Туксинской церкви Александр Фёдорович Ухотский (1872—1937).
В результате сокращения населения в 1957 году деревни Анкила, Боярщина, Валойла, Верхняя Ладва, Нижняя Ладва, Виллейтула, Горбола, Климшойла, Мельчула, Петкеля, Рышкала, Пикатчула, Теппула, Токарево, Туксинская Горка, Шаройла, Эмчила и Юккула были объединены под общим названием Тукса.
В 1975 году установлен памятник воинам, погибшим в годы Советско-финской войны (1941—1944).
В 2007 году построен храм Вознесения Христова.

## Население
| 2002  | 2009  | 2010  | 2012  | 2013  | 2014  | 2015  |
| ----- | ----- | ----- | ----- | ----- | ----- | ----- |
| 1243  | ↘1211 | ↘1175 | ↘1168 | ↘1156 | ↘1108 | ↘1097 |
| 2016  | 2017  | 2018  | 2019  | 2020  | 2021  | 2023  |
| ↘1055 | ↘1047 | ↘1026 | ↗1028 | ↘997  | ↘996  | ↘962  |

## Экономика

### Промышленность
В деревне работает ООО «Молочная ферма „Искра“».

## Транспорт

### Железная дорога
Существует железнодорожная станция Туукса (линия Янисъярви — Лодейное Поле) Волховстроевского отделения Октябрьской железной дороги.

## Образование и культура
Работает Туксинская основная общеобразовательная школа.

## Улицы Туксы
- ул. Лесная
- ул. Молодёжная
- ул. Новая
- ул. Полевая
- ул. Ручейная
- ул. Садовая
- ул. Тополиная
- ул. Центральная
- ул. Юбилейная